# Crassula natalensis
Crassula natalensis är en fetbladsväxtart som beskrevs av Schönl.. Crassula natalensis ingår i släktet krassulor, och familjen fetbladsväxter. Inga underarter finns listade i Catalogue of Life.